# Dennis Geiger
Dennis Geiger est un footballeur allemand, né le 10 juin 1998 à Mosbach (Allemagne), évoluant au poste de milieu de terrain au TSG Hoffenheim.

## Biographie

### En équipe nationale
Avec les moins de 15 ans, il inscrit un but face à l'Écosse en mars 2013.
Avec les moins de 17 ans, il participe au championnat d'Europe des moins de 17 ans en 2015. Lors de cette compétition, il joue deux matchs, contre la Slovénie et la Tchéquie. L'Allemagne s'incline en finale face à l'équipe de France.
Avec les moins de 19 ans, il participe au championnat d'Europe des moins de 19 ans en 2017. Lors de cette compétition, il joue trois matchs, contre les Pays-Bas, la Bulgarie et l'Angleterre.
Le 5 septembre 2019, il reçoit sa première sélection avec les espoirs, lors d'une rencontre amicale face à la Grèce (victoire 2-0).

## Statistiques
| Saison                | Club                  | Championnat           | Championnat | Championnat | Coupe(s) nationale(s) | Coupe(s) nationale(s) | Compétition(s) continentale(s) | Compétition(s) continentale(s) | Compétition(s) continentale(s) | Total | Total |
| Saison                | Club                  | Division              | M.          | B.          | M.                    | B.                    | Comp.                          | M.                             | B.                             | M.    | B.    |
| 2016-2017             | TSG Hoffenheim        | Bundesliga            | -           | -           | -                     | -                     | -                              | -                              | -                              | 0     | 0     |
| 2017-2018             | TSG Hoffenheim        | Bundesliga            | 21          | 2           | 1                     | 0                     | C1+C3                          | 1+4                            | 0                              | 27    | 2     |
| 2018-2019             | TSG Hoffenheim        | Bundesliga            | 4           | 0           | 0                     | 0                     | C1                             | 1                              | 0                              | 5     | 0     |
| 2019-2020             | TSG Hoffenheim        | Bundesliga            | 21          | 0           | 2                     | 0                     | -                              | -                              | -                              | 23    | 0     |
| 2020-2021             | TSG Hoffenheim        | Bundesliga            | 10          | 2           | 1                     | 0                     | C3                             | 4                              | 0                              | 15    | 2     |
| 2021-2022             | TSG Hoffenheim        | Bundesliga            | 20          | 2           | 2                     | 0                     | -                              | -                              | -                              | 22    | 2     |
| 2022-2023             | TSG Hoffenheim        | Bundesliga            | 27          | 1           | 1                     | 0                     | -                              | -                              | -                              | 28    | 1     |
| Total sur la carrière | Total sur la carrière | Total sur la carrière | 102         | 6           | 7                     | 0                     | -                              | 10                             | 0                              | 119   | 6     |

## Palmarès
- Finaliste du championnat d'Europe des moins de 17 ans en 2015 avec l'équipe d'Allemagne des moins de 17 ans